# Leptomyrmex flavitarsus
Leptomyrmex flavitarsus es una especie de hormiga del género Leptomyrmex, subfamilia Dolichoderinae. Fue descrita científicamente por Smith en 1859.
Se distribuye por Indonesia y Papúa Nueva Guinea. Se ha encontrado a elevaciones de hasta 1600 metros. Vive en microhábitats como nidos, la hojarasca, forraje y la vegetación.